# Ян Завейський
Ян Завейський (пол. Jan Zawiejski; 20 червня 1854, Краків — 9 вересня, 1922, там само) — польський архітектор, який працював переважно у Кракові.

## Біографія
Походив із давньої краківської родини Файнтухів, частина якої змінила прізвище (стрийко — Станіслав Шарський (Stanisław Szarski)). Брат скульптора Мечислава Леона Завейського. Закінчив краківську гімназію святої Анни. Навчався в політехнічних університетах Мюнхена (1872–1873) і Відня (1873–1878). Серед віденських викладачів Завейського — Генріх фон Ферстель, Карл Кеніг. Стажувався в Берліні та у 1880–1882 у Ферстеля при будівництві Нового університету у Відні. Працював у Львові. У 1890–1894 роках викладав у Вищій промисловій школі у Кракові. У 1896–1897 член Політехнічного товариства у Львові. Від 1900 року став міським архітектором Кракова. До 1900 року працював у стилях неоренесансу та необароко, пізніше — модерну. Брав участь у численних архітектурних конкурсах. Член журі конкурсу проєктів реконструкції львівської ратуші., фасадів Національного музею на Вавелі (1912). Займався акварельним живописом, писав оповідання з життя Кракова. Кавалер ордена Франца-Йосифа. Помер у Кракові, похований на Раковицькому цвинтарі в родинному гробівці, поле № 23.
Роботи
- Санаторій у Криниці, спроєктований у стилі італійського неоренесансу спільно з Юліаном Недзельським (1884). Конкурсний проєкт. Експонувався у краківській Виставці польського мистецтва[5]
- Парафіяльний костел у Криниці-Живці, спроектований спільно з Юліаном Недзельським.
- Театр імені Ю. Словацького у Кракові (1889–1893).
- Фасади Палацу справедливості у Львові, на нинішній вулиці Князя Романа (збудовано до 1895, архітектор Франциск Сковрон)[6].
- Жіноча школа у Кракові на Клепарському ринку, 18 (1901–1902)[7].
- Дім Торговельної академії на вулиці Капуцинській, 2 у Кракові (1904).
- Власний будинок на вулиці Біскупій, 2 у Кракові (1909–1910).
- Дім євангелістської громади у Кракові (1910–1911).
- Проєкт перебудови шпиталю на Вавелі для потреб Національного музею. Передбачав вибиття нових проходів для зміни планування на анфіладне, а також нове вирішення фасаду.[8]
- Дім Художньо-промислової школи у Кракові (1913–1914).
- Житлові будинки у Кракові на вулицях Семирадського, 2, Гродській, 60, Кармелітській, 47.
- Дім для робітників у Дембніках.
- Перебудова плебанії костелу Святого Хреста у Кракові.

Нереалізовані
- Конкурсний проєкт будинку Галицької ощадної каси у Львові (1888). Не здобув призових місць, але був придбаний журі.[9]
- II місце на конкурсі проєктів Художньо-промислового музею у Львові (1889).[10]
- I місце на конкурсі проєктів павільйону лісівництва для Галицької крайової виставки у Львові. 1893 рік.[11]
- II місце на конкурсі проєктів Великого театру у Львові (1896).
- III місце на конкурсі проєктів Торгово-промислової палати у Львові (1907, співавтор Роман Бандурський).[12]
- Проєкти низки споруд для медичних установ у Кракові, зокрема, чотири павільйони для проживання хворих на інфекційні недуги. Також заклад для дезінфекції, ізолятор, бактеріологічна лабораторія, лабораторія для хворих на чуму, дім для працівників лікарні.[8]
- I місце на конкурсі проєктів будівлі Дирекції залізниць у Львові на розі нинішніх вулиць Листопадового чину і Гоголя (співавтор Роман Бандурський). Конкурс відбувся 1911 року. Серед семи проєктів перше місце здобули два варіанти, виконані спільно Яном Завейським і Романом Бандурським із застосуванням барокових і галицьких ренесансних мотивів. До спорудження однак прийнято позаконкурсний план Збіґнєв Брохвіча Левинського, реалізований 1913 року.[13]
- II місце на конкурсі проєктів готелю «Брістоль» у Кракові (1912, співавтори Роман Бандурський, Віктор Мярчинський).[14]
- II місце на конкурсі проєктів житлових будинків для «Великого Кракова» (1912).[15]
- Конкурсний проєкт будинку Гірничої академії у Кракові (1913) Відзначений журі.[16]
- Конкурсні проєкти двох будівель — Окружної дирекції пошти і телеграфу, а також Поштової ощадної каси у Кракові. Здобули відповідно перше і друге місця на конкурсі 1922 року. Співавтор Роман Стадницький.[17]